# Phan Thị Hà Thanh
Phan Thị Hà Thanh (ur. 16 października 1991 w Hajfongu) – wietnamska sportsmenka uprawiająca gimnastykę sportową. Uczestniczka Igrzysk Azjatyckich 2010, a także Letnich Igrzysk Olimpijskich 2012 i 2016.
Zdobyła brązowy medal w skoku przez konia na Mistrzostwach Świata w Gimnastyce Sportowej 2011 w Tokio, uzyskując tym samym kwalifikację na turniej olimpijski w 2012 roku. Phan Thị Hà Thanh to również złota medalistka Mistrzostw Azji 2012 w Putian (skok), srebrna i brązowa medalistka Igrzysk Azjatyckich 2014 w koreańskim Inczon oraz Sportowiec Roku 2011 i 2012 w swoim kraju.

## Kariera
Zaczęła uprawiać sport w wieku sześciu lat. Pewnego dnia jej rodzice wysłali ją do ośrodka treningowego w Hajfongu, aby poprawić jej kondycję fizyczną. Po obejrzeniu treningu lokalnej drużyny gimnastycznej w Narodowym Centrum Treningowym w Từ Sơn (prowincja Bắc Ninh) postanowiła, że będzie uprawiać właśnie tę dyscyplinę sportu.
Karierę zawodową rozpoczęła w 2002 roku. Złota medalistka Igrzysk Azji Południowo-Wschodniej 2003 w Hanoi (rywalizacja drużynowa). W 2005 roku w Manili zdobyła dwa brązowe medale (w rywalizacji na równoważni i w ćwiczeniach wolnych), oraz srebro w drużynie z wynikiem 126.649. Rok 2007 to kolejne dwa medale Igrzysk Azji Południowo-Wschodniej w Nakhon Ratchasima (złoto w skoku i srebro w rywalizacji drużynowej). Rok 2008 to z kolei jej brązowy medal w skoku na Mistrzostwach Azji 2008 w katarskiej Dosze.
Jej debiut międzynarodowy (poza kontynentem azjatyckim) miał miejsce na Mistrzostwach Świata w Gimnastyce Sportowej 2009 w Londynie, zajęła w nich 80. miejsce. Na Igrzyskach Azjatyckich 2010 była piąta. W tym samym roku zdobyła dwa srebrne medale (w skoku i ćwiczeniach na równoważni) w zawodach Pucharu Świata w Gimnastyce Sportowej w Porto zorganizowanych pod egidą Międzynarodowej Federacji Gimnastycznej. W 2011 roku zdobyła trzy złote medale Igrzysk Azji Południowo-Wschodniej w Palembang, w 2012 roku wystąpiła natomiast w igrzyskach olimpijskich (uplasowała się kolejno na siódmym, dwunastym, szesnastym i 71 miejscu) i zwyciężyła w Toyota International Cup. W 2015 roku z kolei triumfowała w Varna World Challenge Cup. W tym samym roku na Igrzyskach Azji Południowo-Wschodniej w Singapurze zdobyła cztery medale, trzy złote i jeden brązowy. Na Igrzyskach Olimpijskich 2016 uzyskała czternaste, siedemnaste, osiemnaste i 36 miejsce.
W 2017 roku zakończyła karierę.
Uczyła się w Akademii Wychowania Fizycznego i Sportu w Từ Sơn.